# Roland Gerber
Roland Gerber (Lauda-Königshofen, 24 de mayo de 1953 - Tauberbischofsheim, 24 de febrero de 2015) fue un entrenador y jugador de fútbol alemán que jugaba en la demarcación de defensa.

## Biografía
Tras formarse en el FV Lauda, debutó como futbolista en 1975 con el 1. FC Colonia. Dos temporadas después de su debut, en 1977, consiguió ganar la Copa de Alemania. Un año después junto con el club se hizo con el doblete de Bundesliga y Copa de Alemania. Permaneció en el equipo hasta 1981, y tras ocho goles en 127 partidos de liga, abandonó el club para fichar por el SV Darmstadt 98 por un año. Quedó en la posición 17 de la Bundesliga, y tras descender con el club, fichó por el VfL Osnabrück, con quien jugó en la 2. Bundesliga, quedando en décima posición. Al finalizar la temporada se retiró como futbolista. Diez años después, el Würzburger Kickers se hizo con sus servicios para entrenar al primer equipo durante un año, mismo cargo que ejerció posteriormente en la temporada 1996/1997. También entrenó al SV Distelhausen, SV Westernhausen y al VFB Bad Mergentheim.
Falleció el 24 de febrero de 2015 en Tauberbischofsheim a los 61 años de edad tras padecer un cáncer de pulmón y de páncreas.

## Clubes

### Como futbolista
| Club            | País                | Año         | Partidos | Goles |
| --------------- | ------------------- | ----------- | -------- | ----- |
| 1. FC Colonia   | Alemania Occidental | 1975 - 1981 | 127      | 8     |
| SV Darmstadt 98 | Alemania Occidental | 1981 - 1982 | 16       | 0     |
| VfL Osnabrück   | Alemania Occidental | 1982 - 1983 | 33       | 2     |

### Como entrenador
| Club               | País     | Año         |
| ------------------ | -------- | ----------- |
| Würzburger Kickers | Alemania | 1993 - 1994 |
| Würzburger Kickers | Alemania | 1996 - 1997 |

## Palmarés

### Campeonatos nacionales
| Título           | Club          | País     | Año  |
| ---------------- | ------------- | -------- | ---- |
| Bundesliga       | 1. FC Colonia | Alemania | 1978 |
| Copa de Alemania | 1. FC Colonia | Alemania | 1977 |
| Copa de Alemania | 1. FC Colonia | Alemania | 1978 |